# Raghuva biocularis
Raghuva biocularis är en fjärilsart som beskrevs av M.Gaede 1915. Raghuva biocularis ingår i släktet Raghuva och familjen nattflyn. Inga underarter finns listade.